# Lago Heights
Lago Heights is een wijk aan de oostelijk rand van San Nicolas, Aruba. Het gebied ligt op een plateau, vroeger "Donkey Hill" genaamd, en grenst in het noorden aan Yuana Morto (letterlijk: Dode Leguaan) en in het zuiden aan het terrein van de olieraffinaderij. Door de wijk loopt een doorgaande weg die Seroe Colorado verbindt met San Nicolas.

## Geschiedenis
De wijk heeft haar naam te danken aan de Lago Oil & Transport Co. Ltd., die als concessiehouder het gebied aanvankelijk ontwikkelde voor de huisvesting van haar werknemers. Naast Aruba kwamen deze uit een groot aantal plaatsen, waaronder de Britse, Nederlandse en Franse Caribische eilanden, Venezuela, Guyana en Suriname. In 1937 werd begonnen met de bouw van 150 woningen. Hierbij kwam in 1941 een buurthuiscomplex voorzien van auditorium/bioscoop met 600 zitplaatsen, een postkantoor, speeltuin, sportveld en tennisbanen; alle woningen en faciliteiten werden door de Lago aangelegd, onderhouden en beheerd als een besloten dorpsgemeenschap. 
In 1956 droeg de Lago de huizen over aan de stichting "Home Building Foundation", die deze aan de werknemers verkocht, terwijl de gronden in erfpacht werden uitgegeven. Het overige terrein met opstallen werd aan het Eilandgebied Aruba overgedragen. Net als Seroe Colorado, voorheen "Lago Colony" genaamd, had de wijk een numeriek adressysteem. Begin jaren 60 van de vorige eeuw werd dit gewijzigd in een straatnamensysteem. In latere jaren vond er uitbreiding van de bebouwing rondom de oorspronkelijke kern plaats. 

## Bezienswaardigheden
In de wijk is gevestigd het Modeltreinenmuseum (Model Trains Museum) en sedert 1989 de Politieschool. Nabij gelegen is het detentiecentrum (KIA) en het "De Vuystveld", een vliegveld die in de jaren 40 in gebruik was voor de vliegsport. Sedert 2018 is hier in opdracht van WEB Aruba gevestigd het grootste zonne-energiepark van Aruba, "Sunrise Solar Park", met een capaciteit van 7,5 MW.